# Landhöjning

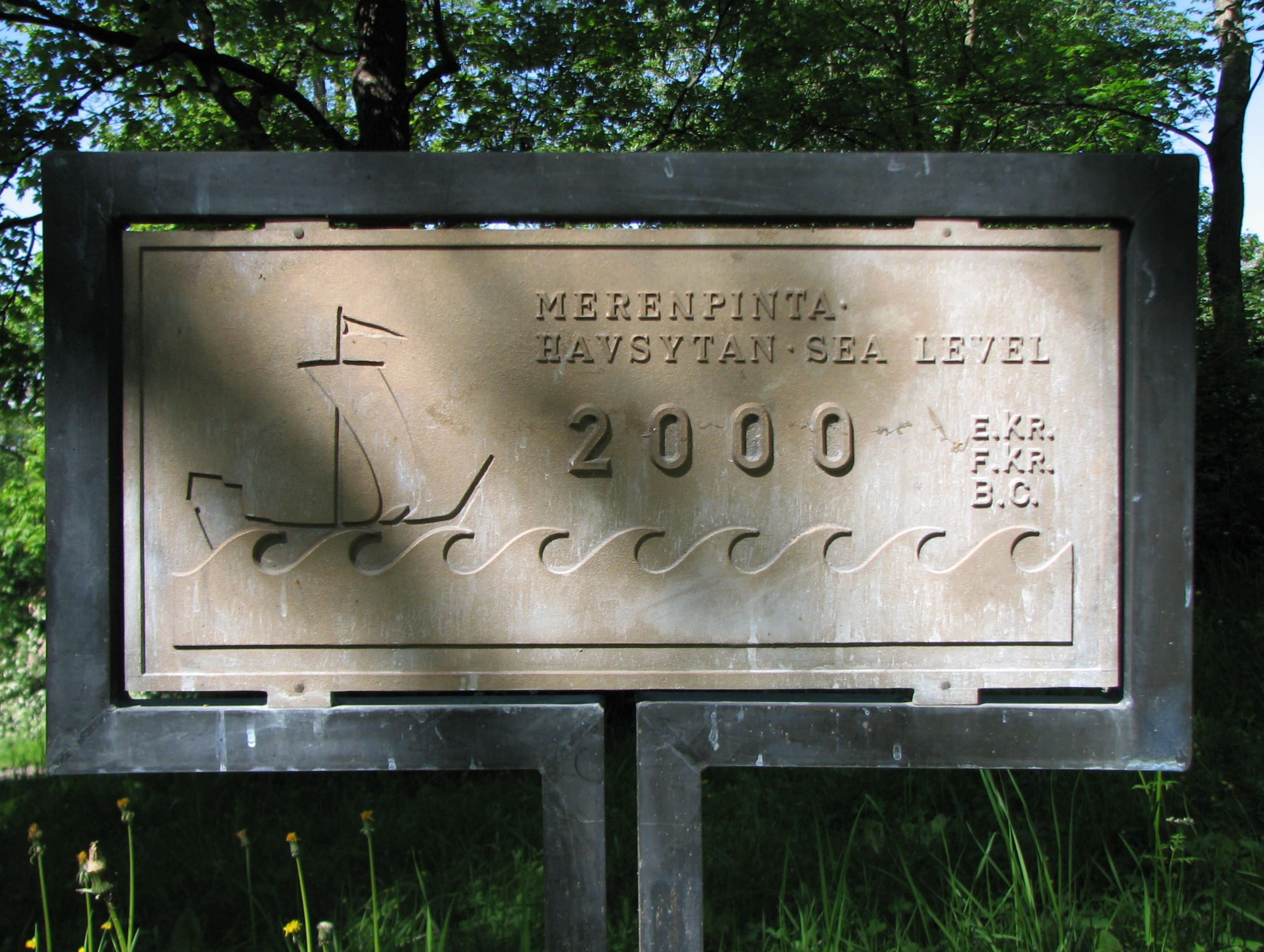
Skylt som visar tidigare havsnivå, Vårdbergsparken i Åbo

Landhöjning är en höjning av jordskorpan relativt havsnivån. Den kan vara av olika slag, i områden som varit täckta av inlandsis, bland annat i Skandinavien och Kanada, förekommer postglacial landhöjning. I andra områden, där jordskorpans plattor möts, förekommer orogenisk landhöjning. Motsatsen är landsänkning som resulterar i en minskning av höjden. 
Även om landhöjningen handlar om en höjning av landytan i förhållande till havsytan påverkas kustlinjen även av att havsnivån växlat, vilket gör att arkeologer och andra som studerar strandnivåer istället använder begreppet strandförskjutning.

## Isostatisk landhöjning

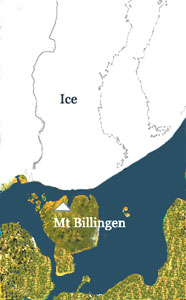
Baltiska issjön runt 10 300 år före nutid (8 300 f.Kr., dvs tidigmesolitikum), med en kanal vid berget Billingen. Inlandsisen syns i vitt.
Ancylussjön 8 700 år före nutid (6 700 f.Kr., dvs vid övergången mellan tidig- och senmesolitikum). De sista resterna av inlandsisen syns i vitt.
Litorinahavet omkring 7 000 år före nutid (5 000 f.Kr., dvs senmesolitikum).

Isostatisk landhöjning är landhöjning orsakad av att jordskorpan återvänder till ett mekaniskt viloläge efter att ha befriats från tryck från berg som eroderat bort, eller inlandsis som smält.
Landhöjning efter smält inlandsis kallas postglacial landhöjning. I slutet av senaste istiden var delar av norra Europa och Nordamerika täckta av ett upp till 4 km tjockt istäcke. Isen pressade genom sin tyngd ner jordskorpan i manteln. När isen smälte undan, började landet att stiga igen. På grund av jordmantelns höga viskositet tar denna process tusentals år.
Exemplet i kartorna ovan visar hur den omfattande landhöjningen strax efter att inlandsisen hade smält, i kombination med havsnivåhöjningen, gav upphov till en serie sjöar och hav som blev Östersjön.

## Nuvarande landhöjning i Fennoskandien
Landhöjningen omfattar hela Sverige och är som störst i  Bottenvikskusten där höjningen är cirka 10 mm/år och minst i Skåne med cirka 1 mm/år. Landhöjningen går mycket långsamt men hittills har landet höjts med flera hundra meter och flera tiotals meter återstår.
Landhöjningen i Fennoskandien avtar åt alla håll och är vid norska nord- och sydvästkusten, Danmarks nordkust, Kurland, södra Ladoga, Onegasjön och Kaninhalvön ungefär noll, medan landet sjunker något utanför detta område.

## Orogenisk landhöjning
Orogenisk landhöjning är en geologisk process som ökar landskapets höjd över havsnivå genom kontinentaldrift. På detta sätt kan bergskedjor bildas.
Jordskorpans rörelser i vertikalled kallas isostasi. Havsytans nivå relativt jordytan påverkas även av ändringar i havens totala vattenvolym, vilken beror på vattenmängden i havet (i motsats till framförallt inlandsis på Antarktis) och vattentemperaturen (vattnets volym är temperaturberoende). Jämför eustasi.